# Heinrich Claes
Heinrich Claes (* 31. Januar 1885 in Eschweiler; † 6. Mai 1963) war von 1921 bis 1930 Bürgermeister von Küppersteg vor dem Zusammenschluss zu Leverkusen, nach dem Zusammenschluss von 1930 bis 1933 erster und von 1945 bis 1946 wiedereingesetzter Bürgermeister von Leverkusen.
Claes wurde im Dritten Reich als Bürgermeister abgesetzt und durch Wilhelm Tödtmann von der NSDAP ersetzt. 1937 wurde Claes als Nachfolger von Jakob Schaefer Vorsitzender des Volkswartbundes, eine Funktion, die er auch nach 1945 beibehielt. Während der Zeit bis nach dem Zweiten Weltkrieg übernahm er Verwaltungsaufgaben in einem Krankenhaus in Köln. 1945 wurde er als Bürgermeister wiedereingesetzt. Er übernahm dann jedoch den Posten des Stadtdirektors und damit die administrativen Funktionen in der 1946 durch die britische Besatzungsmacht eingeführten Stadtdoppelspitze während Johannes Dott Bürgermeister wurde. Claes ist seit 1960 Träger des Ehrenringes der Stadt Leverkusen. Claes war verheiratet und hatte vier Töchter (Astrid Gehlhoff-Claes, Hildegard, Dagmar, Sieglinde Claes).
Während seines Studiums wurde er 1903 Mitglied der AV Cheruscia Münster.